# De kinderen uit Soekhavati
De kinderen uit Soekhavati is een roman van Jostein Gaarder. De oorspronkelijke uitgave verscheen in 1987 in het Noors, onder de titel Barna fra Sukhavati.

## Inhoud
In het land Soekhavati woont de tweeling Lak en Lik. Ze zijn nooit geboren en daarom hebben ze geen navel. De oude, wijze Oliver vertelt hen over de wereld en ze willen erheen om mensen te ontmoeten. De kinderen uit Soekhavati gaat over hun reis. Lik en Lak hebben een belangrijke opdracht gekregen, namelijk om de mensen te vertellen dat de Wereld een sprookje is.